# Danh sách nguyên thủ quốc gia Cuba
Đây là một danh sách nguyên thủ quốc gia Cuba từ năm 1902 cho đến nay.
| #                                        | Hình                                      | Tên (Sinh–Mất)                                    | Đảng                                                                                              | Nhiệm kỳ                                                                        |
| ---------------------------------------- | ----------------------------------------- | ------------------------------------------------- | ------------------------------------------------------------------------------------------------- | ------------------------------------------------------------------------------- |
| Tổng thống nước Cộng hòa Cuba            |                                           |                                                   |                                                                                                   |                                                                                 |
| 1                                        |                                           | Tomás Estrada Palma (1832–1908)                   | Đảng Ôn hòa                                                                                       | 20 tháng 5 năm 1902 – 28 tháng 9 năm 1906                                       |
| Thống đốc được Hoa Kỳ bổ nhiệm           |                                           |                                                   |                                                                                                   |                                                                                 |
|                                          |                                           | William Howard Taft (1857–1930)                   | Thống đốc được Mỹ bổ nhiệm                                                                        | 29 tháng 9 – 13 tháng 10 năm 1906                                               |
|                                          |                                           | Charles Edward Magoon (1861–1920)                 | Thống đốc được Mỹ bổ nhiệm                                                                        | 13 tháng 10 năm 1906 – 28 tháng 1 năm 1909                                      |
| Tổng thống nước Cộng hòa Cuba            |                                           |                                                   |                                                                                                   |                                                                                 |
| 2                                        |                                           | José Miguel Gómez (1858–1921)                     | Đảng Tự do                                                                                        | 28 tháng 1 năm 1909 – 20 tháng 5 năm 1913                                       |
| 3                                        |                                           | Mario García Menocal (1866–1941)                  | Đảng Bảo thủ                                                                                      | 20 tháng 5 năm 1913 – 20 tháng 5 năm 1921                                       |
| 4                                        |                                           | Alfredo Zayas y Alfonso (1861–1934)               | Đảng Nhân dân Cuba-Liên đoàn Quốc gia                                                             | 20 tháng 5 năm 1921 – 20 tháng 5 năm 1925                                       |
| 5                                        |                                           | Gerardo Machado (1871–1939)                       | Đảng Tự do                                                                                        | 20 tháng 5 năm 1925 – 24 tháng 8 năm 1933 Lưu vong sau ngày 12 tháng 8 năm 1933 |
|                                          |                                           | Alberto Herrera y Franchi (1874–1954)             | Quân đội                                                                                          | 12 – 13 tháng 8 năm 1933 Tổng thống lâm thời                                    |
|                                          |                                           | Carlos Manuel de Céspedes y Quesada (1871–1939)   | Xã hội Cách mạng A.B.C.                                                                           | 13 tháng 8 – 5 tháng 9 năm 1933 Tổng thống lâm thời                             |
| Ủy ban Hành pháp Chính phủ lâm thời Cuba | Ủy ban Hành pháp Chính phủ lâm thời Cuba  | Ủy ban Hành pháp Chính phủ lâm thời Cuba          | Ủy ban Hành pháp Chính phủ lâm thời Cuba                                                          | 5 – 10 tháng 9 năm 1933                                                         |
|                                          |                                           | Ramón Grau (1887–1969)                            | Đảng Cách mạng Cuba                                                                               | 5 – 10 tháng 9 năm 1933                                                         |
|                                          |                                           | Guillermo Portela y Möller (1886–1958)            | Đảng Tự do                                                                                        | 5 – 10 tháng 9 năm 1933                                                         |
|                                          |                                           | José Miguel Irisarri y Gamio (1895–1968)          | Đảng Bảo thủ                                                                                      | 5 – 10 tháng 9 năm 1933                                                         |
|                                          |                                           | Sergio Carbó y Morera (1891–1971)                 | Đảng Nhân dân Cuba-Liên đoàn Quốc gia                                                             | 5 – 10 tháng 9 năm 1933                                                         |
|                                          |                                           | Porfirio Franca y Álvarez de la Campa (1878–1950) | Đảng Tự do                                                                                        | 5 – 10 tháng 9 năm 1933                                                         |
| Tổng thống nước Cộng hòa Cuba            |                                           |                                                   |                                                                                                   |                                                                                 |
| 6                                        |                                           | Ramón Grau (1887–1969)                            | Đảng Cách mạng Cuba                                                                               | 10 tháng 9 năm 1933 – 15 tháng 1 năm 1934                                       |
|                                          |                                           | Carlos Hevia (1900–1964)                          | Đảng Cách mạng Cuba                                                                               | 15 – 18 tháng 1 năm 1934 Tổng thống lâm thời                                    |
|                                          |                                           | Manuel Márquez Sterling (1872–1934)               | Độc lập                                                                                           | 18 tháng 1 năm 1934 Tổng thống lâm thời                                         |
|                                          |                                           | Carlos Mendieta (1873–1960)                       | Liên minh Quốc gia                                                                                | 18 tháng 1 năm 1934 – 11 tháng 12 năm 1935 Tổng thống lâm thời                  |
|                                          |                                           | José Agripino Barnet (1864–1945)                  | Liên minh Quốc gia                                                                                | 11 tháng 12 năm 1935 – 20 tháng 5 năm 1936 Tổng thống lâm thời                  |
| 7                                        |                                           | Miguel Mariano Gómez (1889–1950)                  | Liên minh Quốc gia                                                                                | 20 tháng 5 – 24 tháng 12 năm 1936                                               |
| 8                                        |                                           | Federico Laredo Brú (1875–1946)                   | Liên minh Quốc gia                                                                                | 24 tháng 12 năm 1936 – 10 tháng 10 năm 1940                                     |
| 9                                        |                                           | Fulgencio Batista (1901–1973)                     | Liên minh Xã hội chủ nghĩa Dân chủ (CSD)                                                          | 10 tháng 10 năm 1940 – 10 tháng 10 năm 1944                                     |
| 10                                       |                                           | Ramón Grau (1887–1969)                            | Đảng Cách mạng Cuba (Thật)                                                                        | 10 tháng 10 năm 1944 – 10 tháng 10 năm 1948                                     |
| 11                                       |                                           | Carlos Prío Socarrás (1903–1977)                  | Đảng Cách mạng Cuba (Thật)                                                                        | 10 tháng 10 năm 1948 – 10 tháng 3 năm 1952                                      |
|                                          |                                           | Fulgencio Batista (1901–1973)                     | Quân đội Đảng Hành động Thống nhất Đảng Hành động Cấp tiến                                        | 10 tháng 3 năm 1952 – 24 tháng 2 năm 1955 Tổng thống lâm thời                   |
| 12                                       | 24 tháng 2 năm 1955 – 1 tháng 1 năm 1959  | Fulgencio Batista (1901–1973)                     | Quân đội Đảng Hành động Thống nhất Đảng Hành động Cấp tiến                                        |                                                                                 |
|                                          |                                           | Anselmo Alliegro y Milá (1899–1961)               | Đảng Cấp tiến                                                                                     | 1 – 2 tháng 1 năm 1959 Tổng thống lâm thời                                      |
|                                          |                                           | Carlos Manuel Piedra (1895–1988)                  | Độc lập                                                                                           | 2 – 3 tháng 1 năm 1959 Tổng thống lâm thời                                      |
| 13                                       |                                           | Manuel Urrutia Lleó (1901–1981)                   | Độc lập                                                                                           | 3 tháng 1 – 18 tháng 7 năm 1959                                                 |
| 14                                       | không khung                               | Osvaldo Dorticós Torrado (1919–1983)              | Các Tổ chức Cách mạng Hợp nhất Đảng Thống nhất Cách mạng Xã hội chủ nghĩa Cuba Đảng Cộng sản Cuba | 18 tháng 7 năm 1959 – 2 tháng 12 năm 1976                                       |
| Chủ tịch Hội đồng Nhà nước Cộng hòa Cuba |                                           |                                                   |                                                                                                   |                                                                                 |
| 15                                       | không khung                               | Fidel Castro (1926–2016)                          | Đảng Cộng sản Cuba                                                                                | 2 tháng 12 năm 1976 – 24 tháng 2 năm 2008                                       |
|                                          |                                           | Raúl Castro (1931–)                               | Đảng Cộng sản Cuba                                                                                | 31 tháng 7 năm 2006 – 24 tháng 2 năm 2008 Quyền Chủ tịch                        |
| 16                                       | 24 tháng 2 năm 2008 – 19 tháng 4 năm 2018 | Raúl Castro (1931–)                               | Đảng Cộng sản Cuba                                                                                |                                                                                 |
| 17                                       |                                           | Miguel Díaz-Canel (1960–)                         | Đảng Cộng sản Cuba                                                                                | 19 tháng 4 năm 2018- 10 tháng 10 năm 2019                                       |
| Chủ tịch nước Cộng hoà Cuba              |                                           |                                                   |                                                                                                   |                                                                                 |
| 17                                       |                                           | Miguel Díaz-Canel (1960–)                         | Đảng Cộng sản Cuba                                                                                | năm 2019 - nay                                                                  |